# Абдельмаджид Буреббу
Абдельмаджид Буреббу (араб. عبد المجيد بوربو, нар. 16 березня 1951, Арріс) — алжирський футболіст, що грав на позиції нападника.

## Клубна кар'єра
Всю кар'єру виступав за французькі клуби «Кевії», «Руан» (обидва — Дивізіон 2) та «Лаваль» (Дивізіон 1).

## Виступи за збірну
У складі національної збірної Алжиру був учасником чемпіонату світу 1982 року в Іспанії. Також у її складі став півфіналістом Кубка африканських націй 1982 року.